# باد زوبرنهايم
باد زوبرنهايم (بالألمانية: Bad Sobernheim) هي بلدة ألمانية تقع في ألمانيا في راينلند بالاتينات. يقدر عدد سكانها بـ 6,452 نسمة .

## المدن التوأمة
مدن Edelény وLouvres هي مدن توأمة لـباد زوبرنهايم.